# 確定拠出年金
確定拠出年金（かくていきょしゅつねんきん、DC：Defined Contribution Plan）とは、確定拠出年金法を根拠とする日本の私的年金である。2001年（平成13年）10月1日から掛金の運用が始められた。「日本版401k」とも言われ、日本の年金制度上は最上位の第三階に位置づけられる。
現役時代に加入者が規約で定められた金額を掛金(保険料）として拠出し、この年金の受給資格を得る。運用した結果は納付額の累計等で決まる。企業会計上、退職給付債務に基づく会計処理は適用されない。給付には「老齢給付」「障害給付金」「死亡一時金」の呼び名がある。
対になるものとして確定給付年金がある。
| 国民年金（第1階）                                                 |             |
| 第1号被保険者                                                     | 1,449万人   |
| 第2号被保険者                                                     | 4,513万人   |
| 第3号被保険者                                                     | 793万人     |
| 被用者年金（第2階）                                               |             |
| 厚生年金保険                                                      | 4,047万人   |
| 公務員等                                                          | （466万人） |
| その他の任意年金                                                  |             |
| 国民年金基金 / 確定拠出年金（401k） / 確定給付年金 / 厚生年金基金 |             |

本記事において、確定拠出年金法については条数のみ記す。

## 特徴
確定拠出年金法の目的は、少子高齢化の進展、高齢期の生活の多様化等の社会経済情勢の変化にかんがみ、個人又は事業主が拠出した資金を個人が自己の責任において運用の指図を行い、高齢期においてその結果に基づいた給付を受けることができるようにするため、確定拠出年金について必要な事項を定め、国民の高齢期における所得の確保に係る自主的な努力を支援し、もって公的年金の給付と相まって国民の生活の安定と福祉の向上に寄与することを目的とする（第1条）。特徴は、年金資産を加入者が行った運用の指図の結果の損益に応じて年金額が決定されることにある。年金資産が個人別に区分され、残高の把握や転職時の資産の移行が容易に行える。事業主側からみた利点は、掛金を確定させれば、給付額は加入者の運用次第なので複雑な年金数理計算が不要となる。また掛金拠出の時点で費用計算をすれば後発債務が発生する心配もない。
企業と労働組合との合意の上で規約を定めれば、規約にて定められた日付から実施可能である。その際の企業規模は一切問わない。対象者が各個人で掛金を支払う「個人型年金」と、企業が掛金を支払う「企業型年金」の2通りがある（第2条）。掛金は自由に決められるが、上限が定められている。掛金は損金または所得控除の対象となる。
確定給付企業年金と最終的な目的を同じくするものの、目的の達成に至る段取りや方法に違いがあり、例えば確定拠出年金では給付を受ける者が厚生年金被保険者に限られないため、「個人」と言う表現を用いている点等が異なっている。
特定非営利活動法人確定拠出年金教育協会は2001年（平成13年）10月1日に確定拠出年金法が制定されたことから毎年10月1日を「確定拠出年金の日」として一般社団法人日本記念日協会に記念日の登録をした。協会では日頃から確定拠出年金についての調査やセミナーを行っている。
年金運用の3階建て部分であるこの制度における個人向けの運用が、いわゆる「iDeCo」（イデコ）である。拠出額が大きく所得税率が高いほど節税効果も高まるため、高所得者は加入するメリットが大きい。超富裕層は年金自体が不要であり、低所得者層にとっては国民年金の半額免除や全額免除のような救済措置もなく3階部分の「iDeCo」のために拠出する余裕資金がほとんどない点から、メリットが少ないとみなされる場合もある。

## 種類

### 個人型 (individual type)
個人型確定拠出年金（こじんがたかくていきょしゅつねんきん、iDeCo、イデコ、individual-type Defined Contribution pension plan）は、少額投資非課税制度（NISA）と並んで、2つの代表的な非課税制度のうちの1つである（他の例：エンジェル投資におけるプレシード・シード特例）。愛称の『iDeCo』は公募によって決定した。
ここでいう個人型の特徴は、「個人が掛金を支払う」というものである。2020年3月末時点で加入者数は156万人であり増加傾向にある。
- 加入資格は、国民年金の第1号被保険者（低所得や生活保護を受けているために国民年金保険料が免除されている者を除く）、第3号被保険者、60歳未満の厚生年金保険の被保険者（後述の企業型DCを実施している事業所に勤務する者の場合は、規約に定めた場合に限る）である（第62条1項）。
  - 国民年金第1号被保険者たる、障害基礎年金等の受給権者や施設入所者等は保険料の免除を受けていても加入できる。
- 個人型の掛金は、いずれの場合も加入者自身が全額拠出する（第68条）。平成30年より、掛金は年1回以上定期的に拠出することとされ、必ずしも毎月でなく一定期間（個人型掛金拠出単位期間）を区分してその区分ごとに拠出すればよいこととされた。なお、いわゆる「前納」や「追納」はできない。
  - 国民年金の第1号被保険者では、掛金の上限は月当たり68,000円。ただし国民年金基金への加入・付加保険料の納付があればそれと合算された金額が上限となる（第69条）。国民年金第1号被保険者の場合は、国民年金の保険料を納付していない月については掛金を拠出できない。
  - 60歳未満の厚生年金保険の被保険者たる加入者は、勤務先に厚生年金基金、確定給付年金、企業型DC、年金払い退職給付のいずれの制度も無い場合、掛金の上限は月当たり23,000円（年27.6万円）。企業型DCのみを実施する場合、掛金の上限は月当たり20,000円（年24万円）（企業型DCへの事業主掛金の上限を年額42万円（月額35,000円）とすることを規約で定めた場合に限る）。確定給付型年金、年金払い退職給付のいずれかを実施する事業所の場合、掛金の上限は月当たり12,000円（年14.4万円）（企業型DCと確定拠出年金を併用する場合、企業型DCへの事業主掛金の上限を年額18.6万円（月額15,500円）とすることを規約で定めた場合に限る）。公務員の場合、掛金の上限は月当たり12,000円（年14.4万円）。
    - 掛金の納付は事業主経由ででき、この場合事業主は正当な理由なく従業員の申出を拒否できない（第70条2項、3項）。

  - 国民年金の第3号被保険者では、掛金の上限は月当たり23,000円（年27.6万円）。
  - ちなみに農業者年金基金には、月額最大1万円の保険料の国庫補助制度があるが、確定拠出年金には掛金の国庫補助制度がない。
- 掛け金の最低金額は、第1号、第2号、第3号被保険者全てが月5,000円（年6万円）である。
- iDeCoの口座開設は、日本の銀行・証券会社・保険会社など50社以上の中から国民自身で選ぶことができる[10]。金融機関ごとに取り扱い商品が異なる。例えば米国市場へ投資するインデックスファンドのうち、「S&P500種指数」や「ナスダック100指数」に連動したインデックスファンドは一部の金融機関でしか取り扱っていない[11]。iDeCoの運用途中で金融機関の変更ができる（運営管理機関の変更）。

なお連合会は、個人型年金に係る規約を作成し、厚生労働大臣の承認を受けなければならない。また、国民年金基金連合会が資産管理機関を兼ねる（実際には連合会から金融機関等に資産管理業務が委託されている）。運営管理業務は運営管理機関に委託しなければならない（第60条）。
|                            | 個人型 確定拠出年金 iDeCo        | 累積投資型 少額投資非課税制度 つみたてNISA |
| -------------------------- | -------------------------------- | ------------------------------------------ |
| 新規加入費用               | 2829円                           | 無料                                       |
| 年間口座維持費用           | 792円〜                          | 無料                                       |
| 金融機関の変更費用         | 0円〜4400円                      | 無料                                       |
| 現金の受取り費用           | 振込1回につき440円               | 無料                                       |
| 年間積立額の所得控除       | 対象（小規模企業共済等掛金控除） | 対象外                                     |
| 取り扱い金融機関数         | 56社 （2020年11月時点）          | 597社 （2022年4月時点）                    |
| 加入者数                   | 約242万4千人 （2022年4月時点）   | 約518万人 （2021年12月時点）               |
| 商品数                     | 3 - 35本（2021年12月時点）       | 最大166本 （2022年3月時点）                |
| 売却資産を再投資する上限額 | 上限なし                         | 年間40万円以内 （2022年6月時点）           |
| 現金の引き出し時期         | 60歳以降                         | 随時                                       |
| 所管行政機関               | 厚生労働省（国民年金基金連合会） | 金融庁                                     |

※数社のiDeCoで取り扱いをしている「ナスダック100指数」に連動したインデックスファンドは、つみたてNISAでは取り扱いをしていない（2022年4月26日時点）。

### 企業型 (corporate type)
ここで言う企業型（Corporate-type defined contribution pension system）の特徴は、「企業が掛金を支払う」（全額事業主負担）というものである。後述するマッチング拠出を利用することで従業員が上乗せで拠出出来る。2020年2月末現在の加入者数は724万人であり増加傾向にある。
- 実施企業は、厚生年金の適用事業所に限る。事業主が60歳未満（60歳前から引き続き使用されていれば企業が定めた規約により65歳まで延長可）の従業員（厚生年金第1号被保険者、厚生年金第4号被保険者に限る）を加入者として実施する。要件を満たす限り、確定拠出年金と確定給付年金とを併せて導入することもできる。
- 規約により加入者の要件として一定の資格を定めた場合は、その資格を有さない者は加入者としないことができる（第3条3項6号）。ここで「一定の資格」として定めることができるのは「一定の職種」「一定の勤続期間」「一定の年齢」「希望する者」に限られる（平成13年8月21日年発第213号）。
- 事業主は、労使合意のもと、企業型年金に係る規約を作成し、厚生労働大臣の承認を受けなければならない。事業主は資産管理機関（一般的には信託銀行や生命保険会社など）と資産管理契約を締結しなければならない。運営管理業務を運営管理機関に委託するかは任意であり、当該企業が自ら運営管理業務を行ってもよい。
- 平成30年より、掛金は年1回以上定期的に拠出することとされ、必ずしも毎月でなく一定期間（企業型掛金拠出単位期間）を区分してその区分ごとに拠出すればよいこととされた。掛金の上限は、厚生年金基金、確定給付年金のいずれかが有る企業、私学共済の加入者の場合は月当たり27,500円（個人型年金同時加入可能者は15,500円）、いずれも無い企業の場合、月当たり55,000円（個人型年金同時加入可能者は35,000円）となる。なお、いわゆる「前納」や「追納」はできない。
- 規約に定める事で、企業が拠出する掛金に上乗せして従業員が掛金を拠出するマッチング拠出が可能。マッチング拠出の掛金額は「企業が拠出する掛金額以内」かつ「企業拠出分と従業員拠出分の合計が法定の拠出限度額以内」となる範囲で定める。
- 平成30年5月より、企業年金を実施していない中小企業は、その従業員の掛金との合計が拠出限度額の範囲内で iDeCo に加入する従業員の掛金に追加して、事業主が掛金を拠出することができるようになった（中小事業主掛金納付制度、愛称「iDeCo＋」（イデコプラス））。従業員の掛金は、中小事業主掛金とあわせて、事業主を介して国民年金基金連合会に納付する。
  - 「中小企業」とは、従業員（厚生年金第1号被保険者）100人以下の事業主とする。中小事業主掛金額は定額とし、その拠出にはあらかじめ労働組合等の同意が必要である。
- 実施事業主に使用される期間が3年未満である場合、その者の個人別管理資産のうち事業主掛金に相当する部分の全部または一部を事業主に返還させることができる（事業主返還）。逆に言えば、3年以上の勤続で、従業員負担分や運用益が無くても労働者の受給権は発生し、自己都合退職や懲戒解雇等いかなる理由であっても事業主は返還を求めることは出来ない。

### 簡易企業型
平成30年5月より、設立条件を一定程度パッケージ化された制度とすることで、設立時に必要な書類等を削減して設立手続きを緩和するとともに、制度運営についても負担の少ないものにするなど、中小企業向けにシンプルな制度設計とした企業型年金が新設された。一般の企業型との相違点は、
- 規約で一定の範囲の者のみを加入者とすることはできない（当該事業主に使用される厚生年金第1号被保険者は全員加入者とする必要がある）。
- 事業主掛金の算出方法は、定額に限る。
- 加入者掛金の額の選択肢は1つでも可。

## 確定拠出年金制度を担う機関
確定拠出年金制度の運営は下記のような機関が業務を担っている。1社が複数の機関を兼務することもできる。
確定拠出年金運営管理機関
加入者に対する窓口としてサービスを提供し、受給権者の請求に基づき給付を受ける権利の裁定を行う。運営管理機関となる者は主務大臣の登録を受けなくてはならない。企業型では制度を導入する企業自身が運営管理機関を兼ねる事もできるが、金融機関や専業会社に委託する企業が多く、それ以外の登録は少数にとどまっている。いっぽう、個人型では運営管理機関に委託しなければならない。2020年4月17日現在、221社が登録を受けている。
- 運用関連業務：運用商品の選定、運用商品の提示、運用商品の情報提供。
  - 運営管理機関又は事業主は、運用の方法を規約に従って少なくとも3以上（うちいずれか1以上は元本が確保できるものでなければならない）選定し、加入者及び運用指図者に提示しなければならない。又提示した運用方法について利益の見込・損失の可能性その他必要な情報を提供しなければならない。平成30年5月より、運用方法の提示の上限が35以下と定められた（簡易企業型の場合は2以上35以下）。

- 記録関連業務：運用指図の取りまとめ、記録管理、給付の裁定。特にレコードキーピング業務とも呼ぶ。
  - 運営管理機関で共同出資して記録関連業務を専門に担う会社を作り、記録管理業務を委託するケースが一般的。JIS&T、NRKが代表例。
  - 運営管理機関等は少なくとも年1回、個人別管理資産額その他所定の事項を当該加入者に通知しなければならない。

資産管理機関
企業から掛金の納付を受け、拠出された資産の保全業務等を行う。運営管理機関から運用指図・給付裁定を受けてそれを実施する。企業活動へ年金資産を流用されたり、倒産・個人の破産時に差し押さえられたりしないよう、企業資産・個人資産と年金資産を分別管理する役割を担う。資産管理機関となる者は分別管理を担うという制約から、信託銀行、厚生年金基金、企業年金基金、生命保険会社、損害保険会社、農業協同組合連合会に限定されている。企業型では資産管理契約は義務である。個人型は連合会が資産管理機関を兼ねる。
運用商品提供機関
加入者が選択する個別商品を提供する。預金、投資信託、保険などが提供されているが、運営管理機関から運用商品としての選定を受けてはじめて、加入者に運用の選択肢として提示される。

## 運用
加入者は運営管理機関を通じて運用指図を行い、資産を運用する。運営管理機関の多くはインターネット上で運用指図ができるサービスを提供している。
配分指定
掛金の拠出開始前に、提示された運用方法の中からどの商品にどのような割合で掛金を振り分けるか指定する（企業型の場合、規約にあらかじめ定めておくことができる）。
配分変更
配分指定で指定した振り分けを変更する。変更時点における保有資産には影響せず、変更月以降に拠出される掛金にのみ変更が反映される。
スイッチング
現行の保有資産を売却し、別の商品を購入する。売却により当該商品における損益が確定する。

## 給付
老齢給付金
60歳に到達した場合（規約により65歳まで引き上げ可）、5年以上20年以下の有期年金又は終身年金、あるいは規約の定めにより一時金として、支給を請求することができ、一時金と年金の併用も可能（35条）。これは運営管理機関が裁定し（33条3項）、加入者が支給の請求をすることなく70歳に達したときは、自動的に裁定が行われる（34条）。
資格喪失年齢を以下の年齢に定めた場合、その年齢に応じて必要とされる通算加入者等期間（企業型と個人型の合算）が以下の通り異なる（33条）。なお、通算加入者等期間の算定において、60歳に達した日の前日が属する月後の期間は通算加入者等期間に算入しない。
| 資格喪失年齢     | 必要とされる通算加入者等期間 |
| ---------------- | ---------------------------- |
| 60歳以上61歳未満 | 10年                         |
| 61歳以上62歳未満 | 8年                          |
| 62歳以上63歳未満 | 6年                          |
| 63歳以上64歳未満 | 4年                          |
| 64歳以上65歳未満 | 2年                          |
| 65歳以上         | 1月                          |
受給権は、死亡時のほか、障害給付金の受給権者となったとき、個人別管理資産がなくなったときには終了する。
障害給付金
加入者（であった者）が傷病による障害認定日（原則として初診日から1年6ヶ月後）から70歳に達する日の前日までの間において、その傷病により所定の障害の程度に該当するに至った場合、5年以上の有期又は終身年金として運営管理機関等に支給を請求することができる（37条）。受給条件は次の通りで、いずれかが該当する者でなければならない。
- 障害基礎年金の受給者
- 身体障害者手帳（1級から3級までの者に限る）の交付を受けた者
- 療育手帳（重度の者に限る）の交付を受けた者
- 精神保健福祉手帳（1級及び2級の者に限る）の交付を受けた者

死亡一時金
加入者（であった者）が死亡した時、その遺族が運営管理機関等の裁定に基づき、資産残高を一時金として受給できる（40条）。
脱退一時金
中途脱退した場合に資格喪失日から2年以内に請求することで、一時金として受給できる。ただし、審査があり個人別管理資産が25万円超、かつ通算拠出期間が36ヶ月超である場合等は、脱退一時金を受けられない場合がある。また障害給付金の受給権者は脱退一時金を請求できない。

## 掛金に対する税制
給付を受ける権利は、譲り渡し、担保に供し、又は差し押さえることができない。ただし、老齢給付金及び死亡一時金を受ける権利を国税滞納処分（その例による処分を含む。）により差し押さえる場合は、この限りでない。租税その他の公課は、障害給付金として支給を受けた金銭を標準として、課することができない（第32条）。
個人型および企業型の確定拠出年金の掛金にかかる課税は以下のとおり。積み立てている間は非課税、積立金を受け取った時に課税されるのが特徴。

### 掛金拠出時
- 個人型の場合、掛金全額が所得控除（小規模企業共済等掛金控除）の対象とされ、所得税、住民税が軽減される。
- 企業型の場合、掛金の全額が損金算入される。かつ、従業員の給与所得とは見なされない。マッチング拠出の掛金額は、個人型の掛金と同様に所得控除の対象とされる。

### 運用時
運用益は非課税。
企業型の場合、積立金に対して特別法人税が課税されることになっているが、当初からずっと課税凍結しており、凍結期間は延長を繰り返していて、現在は少なくとも2023年3月まで凍結が延長されている。撤廃の議論もある。

### 給付時
受け取り条件によって、課税される科目が異なる。受け取り時に課税対象であった場合は、確定申告の対象となる。
- 老齢給付金を受け取る場合
  - 一時金払いの分は、退職所得となり、退職所得控除の対象。その際は掛金拠出期間が勤続年数と見なされる。
  - 年金払いの分は、公的年金等の雑所得となり、公的年金等控除の対象。
- 障害給付金を受け取る場合、所得税、住民税ともに非課税。
- 死亡一時金を受け取る場合、みなし相続財産として相続税の課税対象。法定相続人一人当たり500万円まで非課税。
- 脱退一時金を受け取る場合、一時所得として課税される。

## 加入者数の推移
| 時期      | 加入者数    |
| --------- | ----------- |
| 2017年3月 | 430,292人   |
| 2018年3月 | 853,723人   |
| 2019年3月 | 1,210,037人 |
| 2020年3月 | 1,562,814人 |

| 時期      | 加入者数  | 実施事業主数 |
| --------- | --------- | ------------ |
| 2003年3月 | 8.8万人   | 1,318社      |
| 2004年3月 | 32.5万人  | 2,379社      |
| 2005年3月 | 70.8万人  | 4,350社      |
| 2006年3月 | 125.5万人 | 6,664社      |
| 2007年3月 | 218.7万人 | 8,667社      |
| 2008年3月 | 271.1万人 | 10,334社     |
| 2009年3月 | 311.0万人 | 11,706社     |
| 2010年3月 | 340.4万人 | 12,902社     |
| 2011年3月 | 371.3万人 | 14,628社     |
| 2012年3月 | 421.8万人 | 16,440社     |
| 2013年3月 | 439.4万人 | 17,328社     |
| 2014年3月 | 464.2万人 | 18,393社     |
| 2015年3月 | 505.2万人 | 19,832社     |
| 2016年3月 | 548.2万人 | 22,574社     |
| 2017年3月 | 591.4万人 | 26,228社     |
| 2018年3月 | 648.1万人 | 30,312社     |
| 2019年3月 | 687.8万人 | 33,138社     |